# 朗塘

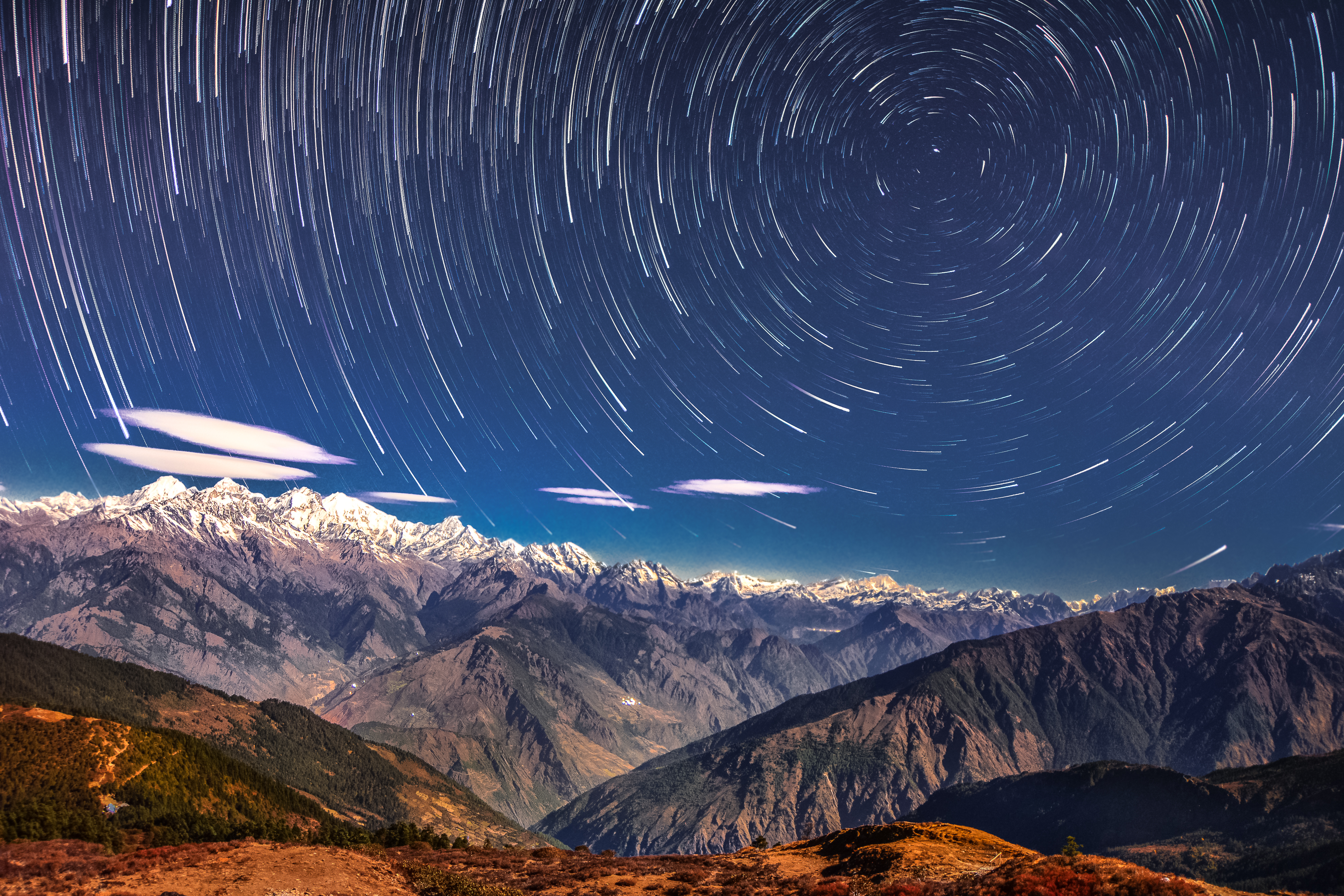
朗塘国家公园的星夜

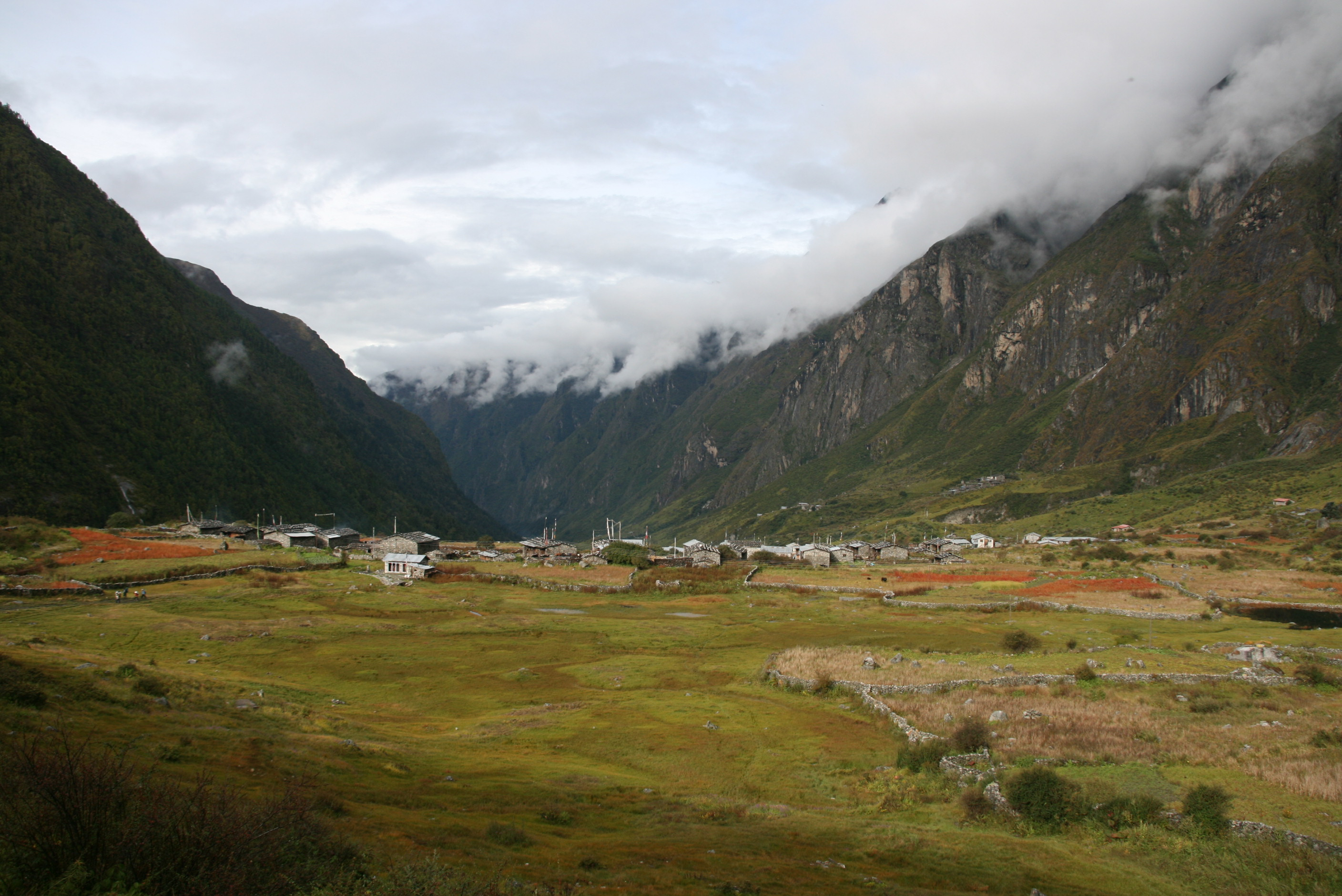
2015年地震引发雪崩摧毁前的朗塘村

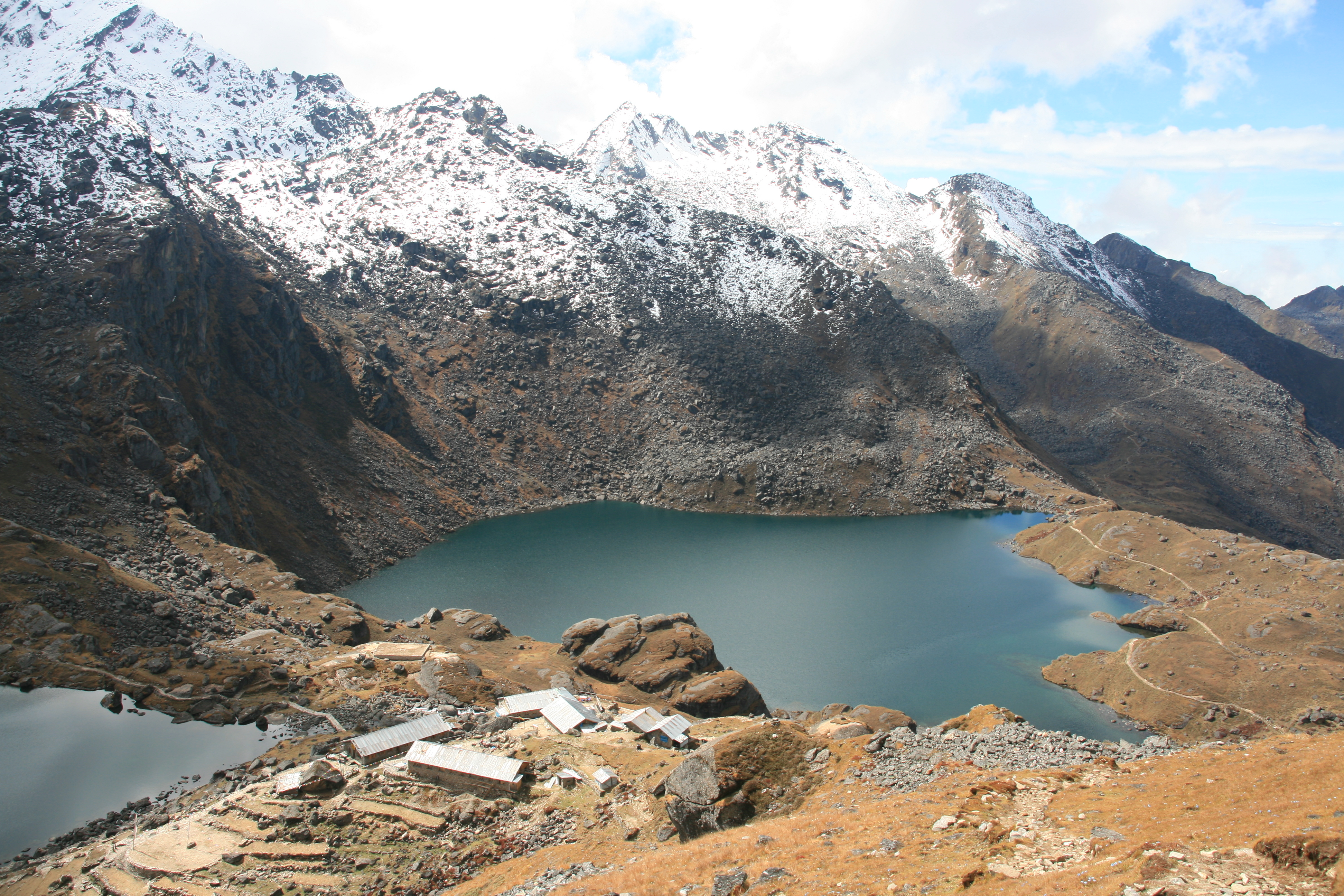
戈赛昆达湖

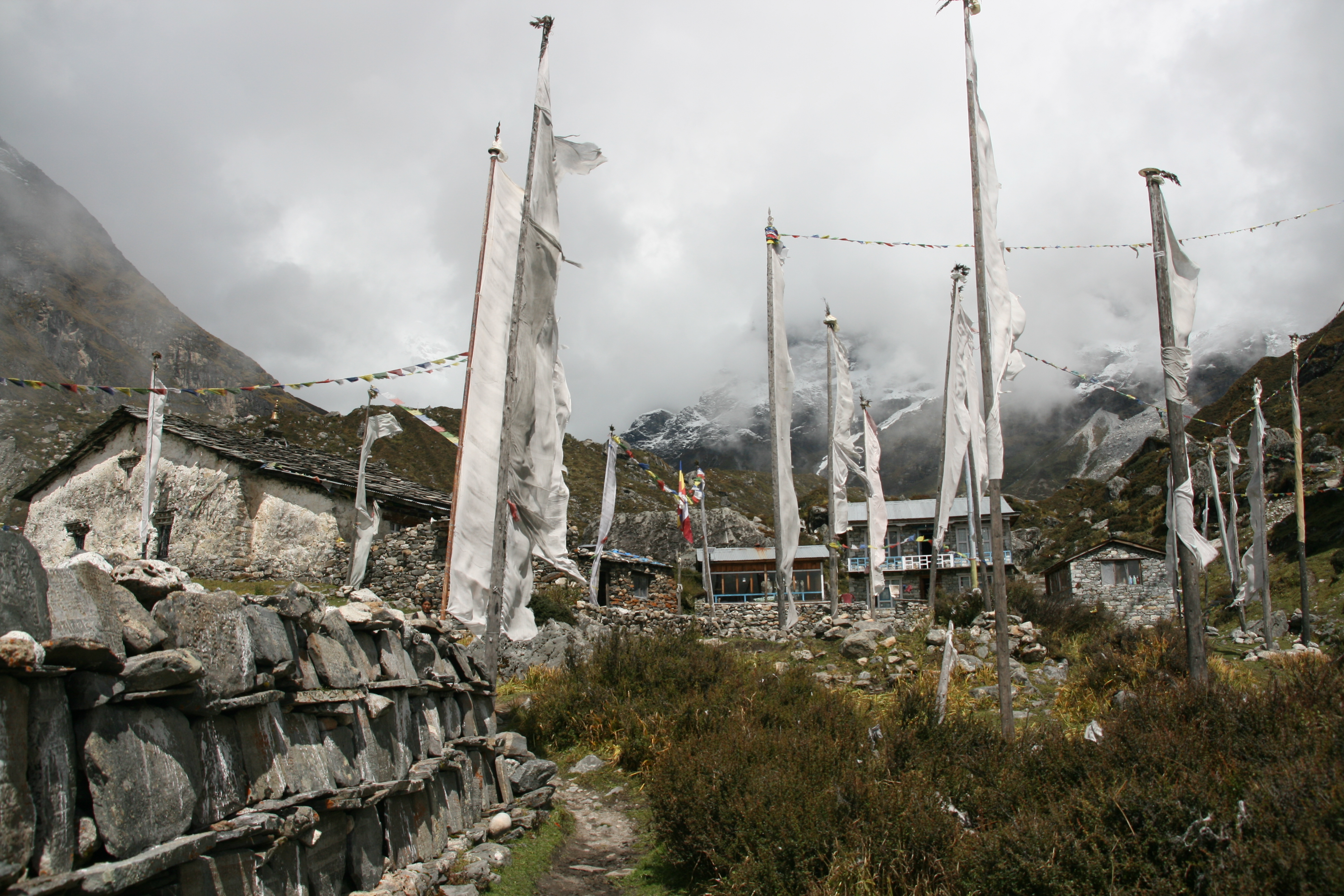
開安琴贡巴

朗塘谷地（羅馬化：lāngṭāng upatyakā）又称拉姆塘谷地（英語：Lamtang Valley），是位于尼泊尔中北部山区的一个喜马拉雅山脉的谷地，以其徒步线路和自然环境而闻名。

## 行政
朗塘谷地位于尼泊尔巴格马蒂省拉苏瓦区。该谷地位于加德满都谷地以北约80公里处，属于朗塘国家公园，与中国西南部西藏自治区接壤。2015年地震之前，估计有668人居住在该谷地。

## 生态
朗塘谷地位于朗塘国家公园内。公园内气候类型多样，从亚热带到高山。公园约25%的面积被森林覆盖。树木包括落叶橡树和枫树、松树等常绿树以及各种杜鹃花。动物包括喜马拉雅黑熊、喜马拉雅塔尔羊、红猴、阿萨姆猕猴、雪豹、牦牛、小熊猫以及250多种鸟类。

## 文化
在朗塘谷地，当地居民彼此之间自称为“朗塘巴”。他们普遍信奉藏传佛教，使用的藏语与西藏南部吉隆地区的藏语密切相关。朗塘巴人将朗当利龙峰视为他们的“yu-lha”，即当地的乡村神。然而，在国家人口普查中，朗塘帕人被归类为塔芒人。 人们相信朗塘谷地就是“隐秘圣地”（藏語：སྦས་ཡུལ་ད་གམ་ནམ་མགོ་，威利转写：Beyul Dagam Namgo），是莲花生大师加持过的众多隐秘谷地之一。

## 经济
朗塘巴人的传统生计以农牧业为主。自20世纪70年代中期以来，随着徒步旅游的兴起，旅游业逐渐成为朗塘谷地居民的重要收入来源。早在20世纪50年代，瑞士人沃尔纳·舒尔特斯（Werner Schulthess）将瑞士奶酪的制作工艺引入朗塘。从那时起，这种奶酪在谷地中逐渐普及，并深受游客喜爱。如今，瑞士奶酪已成为朗塘的一大特色产品，其生产传统也持续保留至今。

## 到访
前往朗塘谷最近的汽车通行道路起点是夏布鲁（Syaphru Besi） ，这里也是前往朗塘谷地大多数徒步旅行路线的基地。夏布鲁距加德满都113公里。但由于路况不佳，从加德满都开车到夏布鲁通常需要6-8小时。与朗塘国家公园一样，除当地人外，所有人进入朗塘谷地都必须持有TIMS许可证和朗塘国家公园进入许可证。 

## 旅游
从夏布鲁（Syaphru Besi）出发，前往开安琴贡巴（Kyanjin Gompa）并返回的朗塘谷地徒步旅行路线，是尼泊尔第三受欢迎的徒步路线，仅次于安纳普尔纳大环线（Annapurna Circuit Trail，ACT）和珠穆朗玛峰大本营（Everest Base Camp，EBC）徒步。朗塘谷地中有多条徒步路线，可与周边地区相连，例如通往Helambu谷地的线路。在多数徒步路线沿途，旅行者可以住在由当地人经营的“茶馆”中，这些茶馆分布在几乎每个村庄，提供基本的住宿和餐食。大约在2000年，在联合国开发计划署的支持下，一些茶馆还安装了太阳能电池板，使徒步者能享受到温水淋浴的便利。朗塘谷地还是登山爱好者的热门目的地，这里拥有多座海拔在5000米左右的山峰。其中较容易攀登的有如开安琴日（Kyanjin Ri）和策尔果日 （Tsergo Ri），而多杰拉巴峰（Dorje Lhakpa）和朗塘利隆峰（Langtang Lirung）则具有较高的技术难度。

## 2015年尼泊尔地震
2015年4月尼泊尔地震引发的大规模雪崩几乎将朗塘村彻底摧毁，全村仅剩下一栋建筑。约有310人在这场灾难中死亡，其中包括176名朗塘居民、80名外国人和10名军人。超过100具尸体至今仍未找到。朗塘谷地上游的其他几个村庄也遭到严重破坏。地震发生后，幸存的朗塘巴人被直升机疏散到加德满都，并在Swayanmbhu附近的 Yellow Gumba 临时设立了一个流离失所者营地。在随后的几个月里，许多朗塘巴人返回了谷地，并在地震后的第一年就完成了大量重建工作。到2018年初，同样在地震中被毁、有着数百年历史的开安琴贡巴（Kyanjin Gompa）已完成重建。开安琴贡巴村的瑞士奶酪工厂也曾在地震中被毁毁，但随后得以重建并重新投入运营。

## 气候变化
自2010年代中期以来，朗塘帕斯人注意到谷地中的大部分天然泉水已经干涸。 科学家将朗塘冰川面积的减少直接归因于 20 世纪 70 年代以来人类引起的气候变化。 政府间组织国际山地综合发展中心 (ICIMOD)定期在朗塘谷地和亚拉冰川开展冰冻圈研究。

## 朗塘喜马拉雅
朗塘喜马拉雅山脉是喜马拉雅山脉的一座山脉，包括以下山峰： 

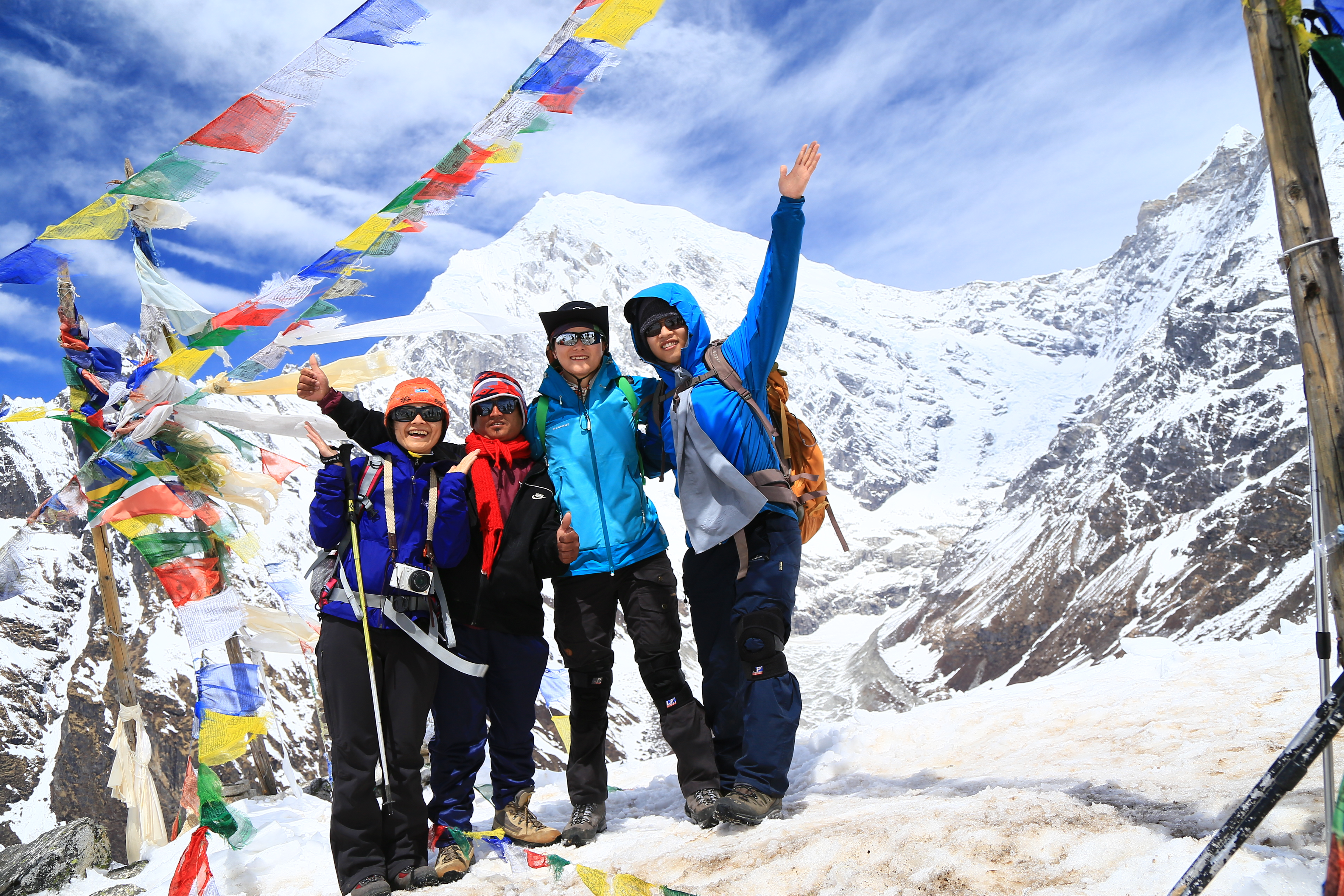
朗塘徒步地区的则郭日（Tsergo Ri）观景台

| 山峰                          | 海拔                  |
| ----------------------------- | --------------------- |
| 朗塘利隆峰（Langtang Lirung） | 7,234米（23,734英尺） |
| 朗塘日（Langtang Ri）         | 7,205米（23,638英尺） |
| 多杰拉巴（Dorje Lakpa）       | 6,966米（22,854英尺） |
| 伦波岗（Lonepo Gang）         | 6,979米（22,897英尺） |
| 场部（Changbu）               | 6,781米（22,247英尺） |
| 延萨曾吉（Yansa Tsenji）      | 6,690米（21,950英尺） |
| 京嘎日（Kyunga Ri）           | 6,601米（21,657英尺） |
| 多格帕切（Dogpache）          | 6,562米（21,529英尺） |
| 浪石沙日（Langshisha Ri）     | 6,427米（21,086英尺） |
| 岗庆波（Ganchenpo）           | 6,387米（20,955英尺） |
| 森本峰（Morimoto）            | 6,150米（20,180英尺） |
| 措嘎卡（Tsogaka）             | 5,846米（19,180英尺） |
| 亚拉峰（Yala）                | 5,520米（18,110英尺） |